# ズラトコ・チャイコヴスキ
ズラトコ・チャイコヴスキ（Zlatko Čajkovski、1923年11月24日 - 1998年7月27日）は、クロアチア（旧ユーゴスラビア）の元サッカー選手、サッカー指導者。ポジションはミッドフィールダー。

## 経歴
HAŠKザグレブとパルチザン・ベオグラードで豊富な運動量とドリブルスキルを武器に活躍した。監督としてはFCバイエルン・ミュンヘンをUEFAカップウィナーズカップ 1966-67優勝に導いた。